# Emilio Rodríguez
Emilio Rodríguez Barros (Ponteareas, 28 november 1923 - Vigo, 21 februari 1984) was een Spaans beroepswielrenner tussen 1946 en 1957.
Emilio Rodríguez' grootste overwinning was de Vuelta van 1950, waarin hij tevens vijf etappes op zijn naam schreef. Andere vermeldenswaardige prestaties zijn zijn drie overwinningen in het bergklassement van de Vuelta (1946, 1947 en 1950) en het Spaans kampioenschap op de weg in 1954.
Emilio Rodríguez was lid van een beroemde wielerfamilie. Zijn broers Pastor, Delio en Manolo waren ook succesvol in deze tak van sport. Delio Rodríguez zou evenals Emilio de Ronde van Spanje op zijn naam schrijven (in 1945) en Manolo legde na Emilio beslag op de tweede plaats in de Vuelta van 1950.

## Belangrijkste overwinningen
1946
- Eindklassement Ronde van Galicië
- Eindklassement Vuelta a Galega
- Bergklassement Ronde van Spanje

1947
- Eindklassement Ronde van Galicië
- 2e etappe Ronde van Spanje
- Eindklassement Vuelta a Galega
- Eindklassement Ronde van Catalonië
- Eindklassement Ronde van Asturië
- Bergklassement Ronde van Spanje

1948
- Eindklassement Ronde van Catalonië
- Eindklassement Ronde van Levante

1950
- 3e etappe Ronde van Spanje
- 4e etappe deel b Ronde van Spanje
- 6e etappe Ronde van Spanje
- 7e etappe Ronde van Spanje
- 22e etappe Ronde van Spanje
- Eindklassement Ronde van Spanje
- Bergklassement Ronde van Spanje

1951
- Bergklassement Ronde van Portugal

1954
- Spaans Kampioen op de weg, Elite

1955
- Eindklassement Ronde van Galicië
- Eindklassement Vuelta a Galega

## Resultaten in voornaamste wedstrijden
| Jaar | Ronde van Italië | Ronde van Frankrijk | Ronde van Spanje |
| ---- | ---------------- | ------------------- | ---------------- |
| 1945 |                  |                     | opgave           |
| 1946 |                  |                     | 8e               |
| 1947 |                  |                     | 7e (1)           |
| 1948 |                  |                     | ↑                |
| 1949 |                  | opgave              |                  |
| 1950 |                  |                     | ↑ (5)            |
| 1951 |                  | opgave              |                  |
| 1954 | opgave           | 43e                 |                  |
| 1955 |                  |                     | 24e              |
| 1956 |                  |                     | 11e              |
| 1957 |                  |                     | 42e              |

| Jaar | Milaan-San Remo |
| ---- | --------------- |
| 1945 |                 |
| 1946 |                 |
| 1947 |                 |
| 1948 |                 |
| 1949 | 89e             |
| 1950 |                 |
| 1951 |                 |
| 1954 |                 |
| 1955 |                 |
| 1956 |                 |
| 1957 |                 |

## Ploegen
- 1947 - Real Sociedad
- 1947 - U.D. Sans
- 1948 - Peugeot-Dunlop
- 1948 - U.D. Sans-Alas Color
- 1949 - Peugeot-Dunlop
- 1949 - Fiorelli
- 1950 - Sangalhos (Spanje)
- 1951 - Paloma
- 1951 - Sangalhos
- 1952 - Torpado
- 1952 - Sangalhos
- 1954 - Ideor
- 1957 - Perez de Sitges
- 1958 - Galicia